# Nöbdenitz
Nöbdenitz est une ancienne commune allemande de l'est du land de Thuringe située dans l'arrondissement du Pays-d'Altenbourg. Nöbdenitz est le siège de la Communauté d'administration de la Sprotte.

## Géographie

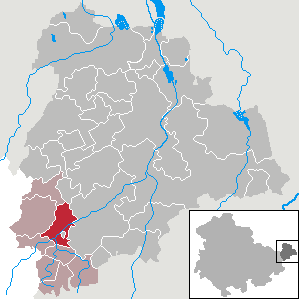
Situation de Nöbdenitz dans l'arrondissement d'Altenbourg

Nöbdenitz est située sur en aval du confluent de la Westliche Sprötte et de la Mannichswalder Sprötte qui forment alors la Sprötte, affluent de la Pleiße, à 7 km au sud-ouest de Schmölln et à 19 km au sud-ouest d'Altenbourg. Elle est composée du village de Nöbdenitz et de quatre autres villages et hameaux :
- Burkersdorf bei Schmölln ;
- Lohma ;
- Untschen ;
- Zagkwitz.

Communes limitrophes (en commençant par le nord et dans le sens des aiguilles d'une montre) : Wildenbörten, Drogen, ville de Schmölln, Vollmershain, Posterstein et Löbichau.

## Histoire

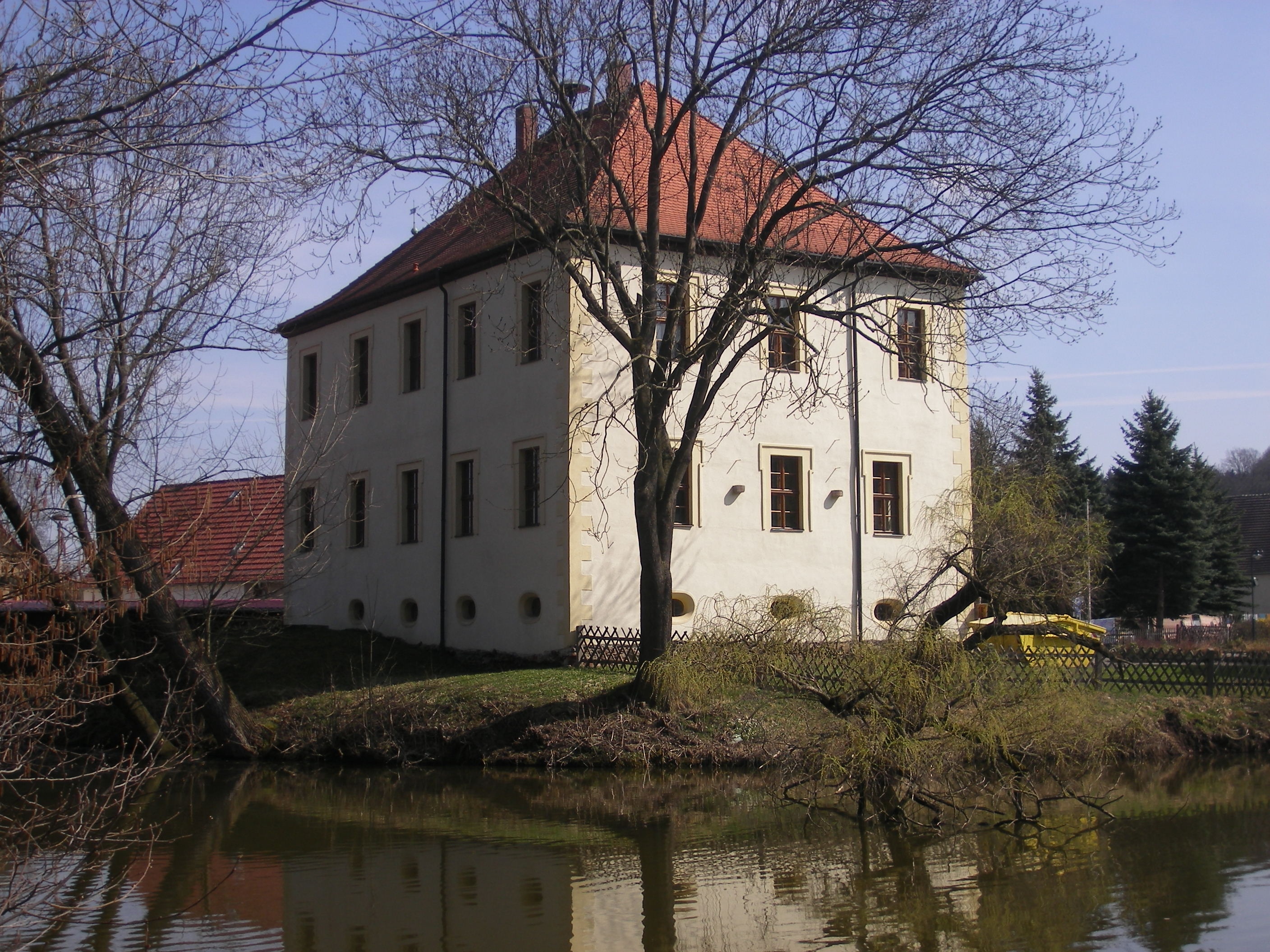
Le château restauré de Nöbdenitz

Pendant le Moyen Âge, le village était le siège d'une seigneurie et possédait un château fort (wasserburg) dont la première mention apparaît en 1143. En 1198 est noté un ministre impérial nommé Gerhard von Nöbdenitz. Plusieurs châteaux se succèdent dont le dernier est édifié en 1782.
L'expropriation de ses derniers propriétaires en 1948 entraîne la destruction d'un des deux derniers châteaux. Celui qui a survécu a été restauré en 1992.

### Incorporations de communes
Plusieurs communes ont été incorporées au territoire de Nöbdenitz : Burkersdorf, Lohma, Untschen et Zagkwitz.

## Démographie
Commune de Nöbdenitz dans ses limites actuelles :
| 1900  | 1995  | 2000  | 2005  | 2010 |
| ----- | ----- | ----- | ----- | ---- |
| 1 066 | 1 138 | 1 082 | 1 025 | 935  |

## Particularité

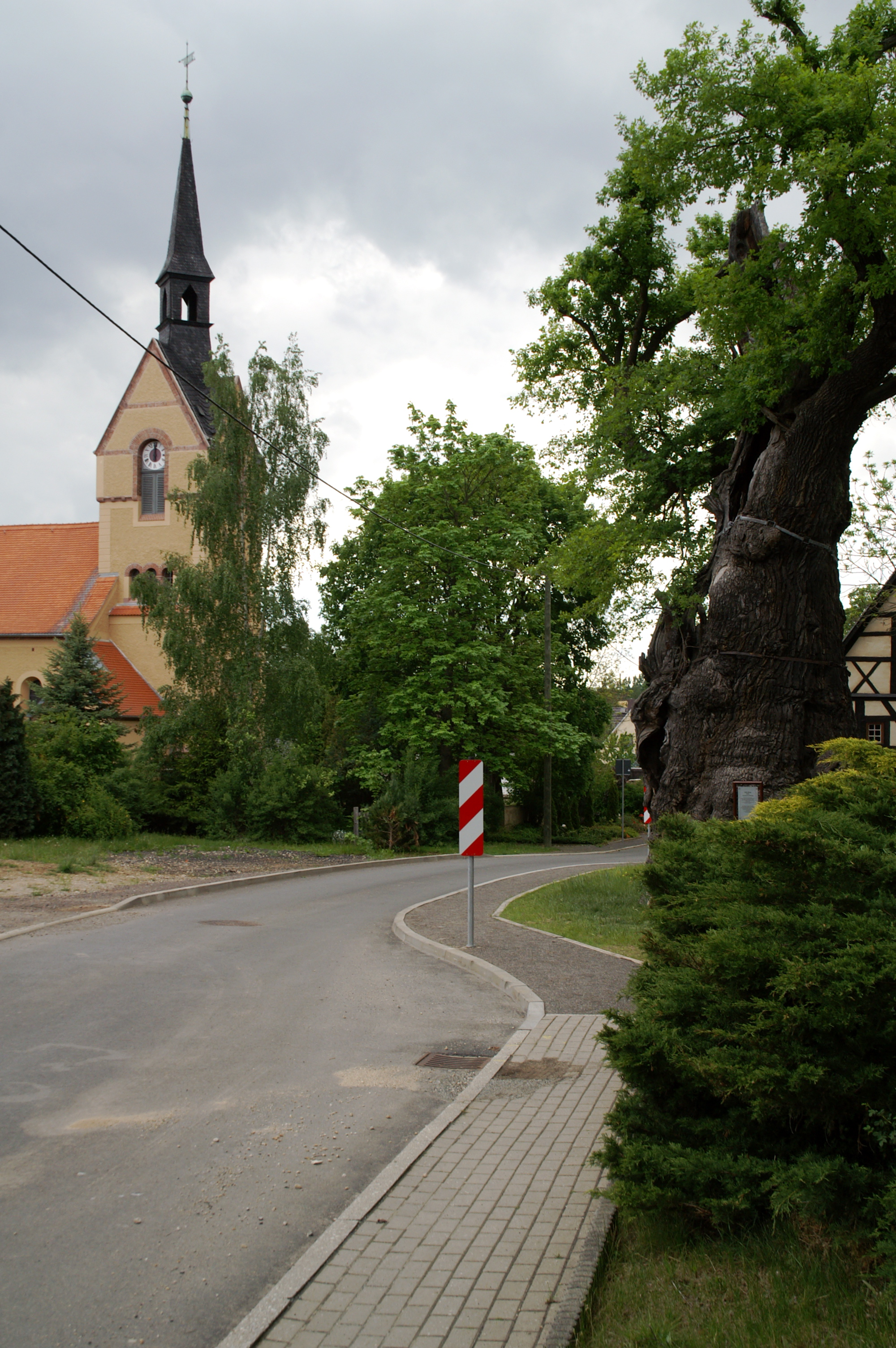
Le chêne de Nöbdenitz

Nöbdenitz abrite l'un des plus vieux arbres allemands : un chêne vieux de plus de 1 000 ans.